# Flugplatz Bottenhorn

i7
i11
i13

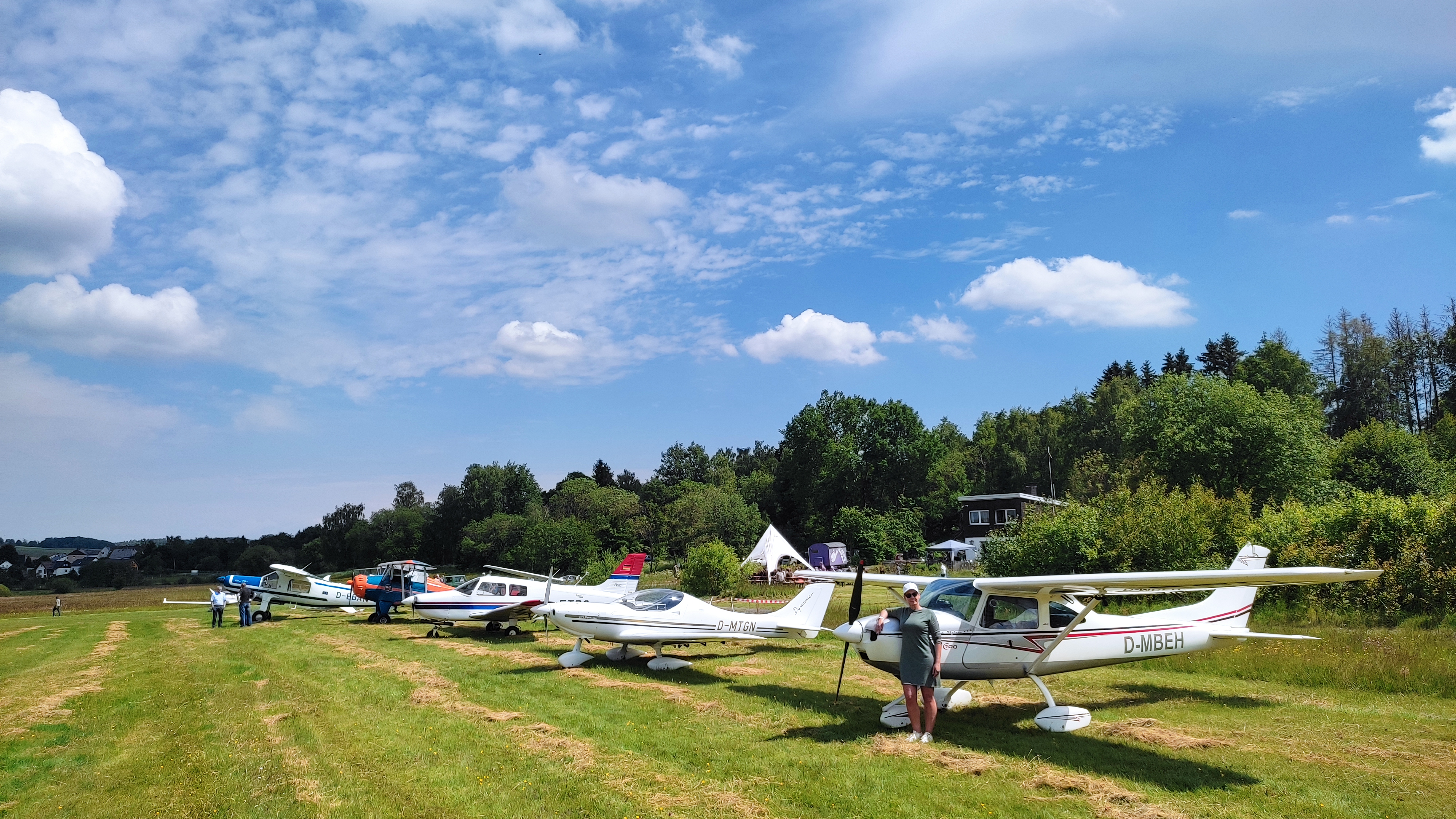
Flugplatz Bottenhorn im Jahr 2022 während eines Flugplatzfestes

Der Flugplatz Bottenhorn (ICAO-Code: EDGT) ist ein Sonderlandeplatz in der Gemeinde Bad Endbach.
Zugelassen sind Flugzeuge bis 2000 kg, Hubschrauber bis 5700 kg, Motorsegler, Segelflugzeuge sowie das Fallschirmspringen.